# Reisezugwagen

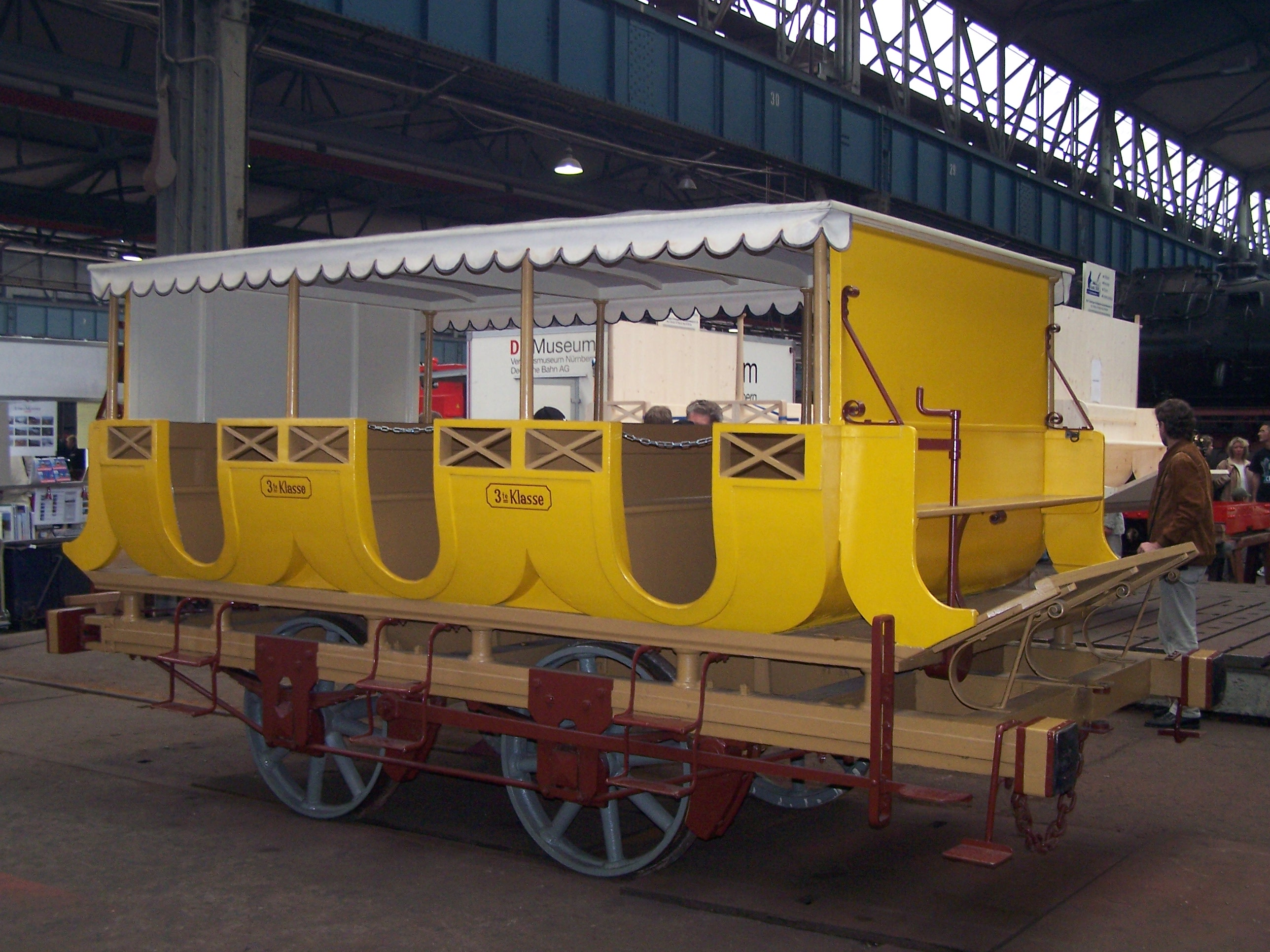
Nachbau von 1935 eines Personenwagens der 3. Wagenklasse der Ludwigseisenbahn, dessen Original unter Leitung des Ingenieurs Paul Camille von Denis entstand

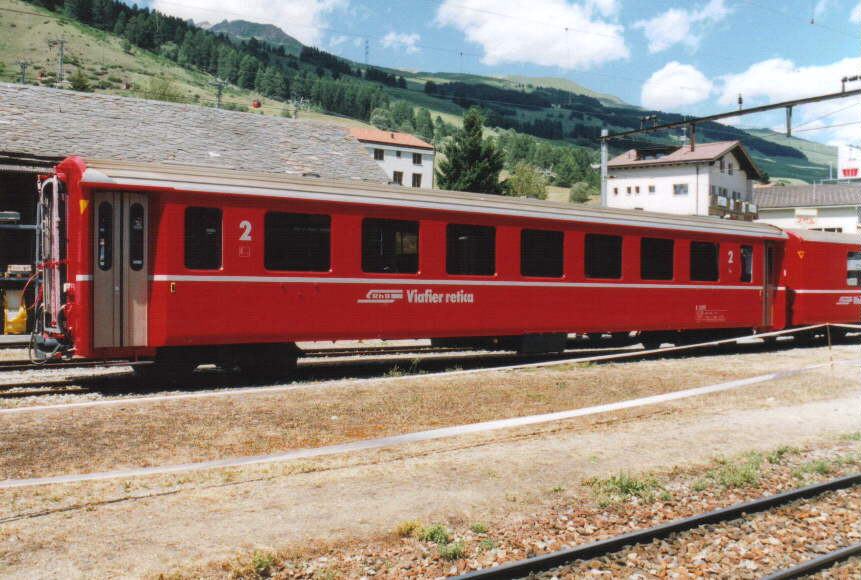
Personenwagen der RhB

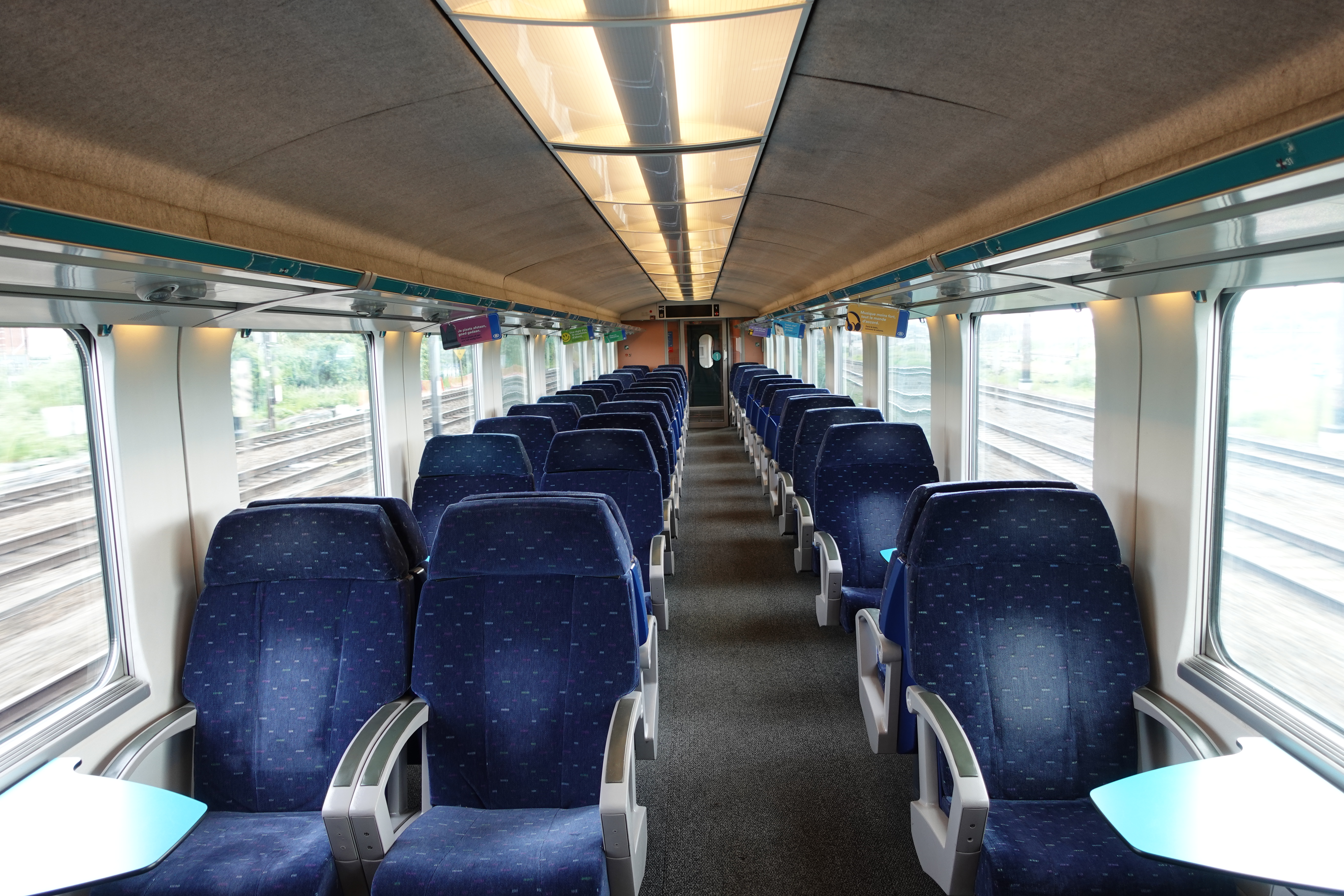
Reisezugwagen-Interieur eines belgischen I11-Wagens

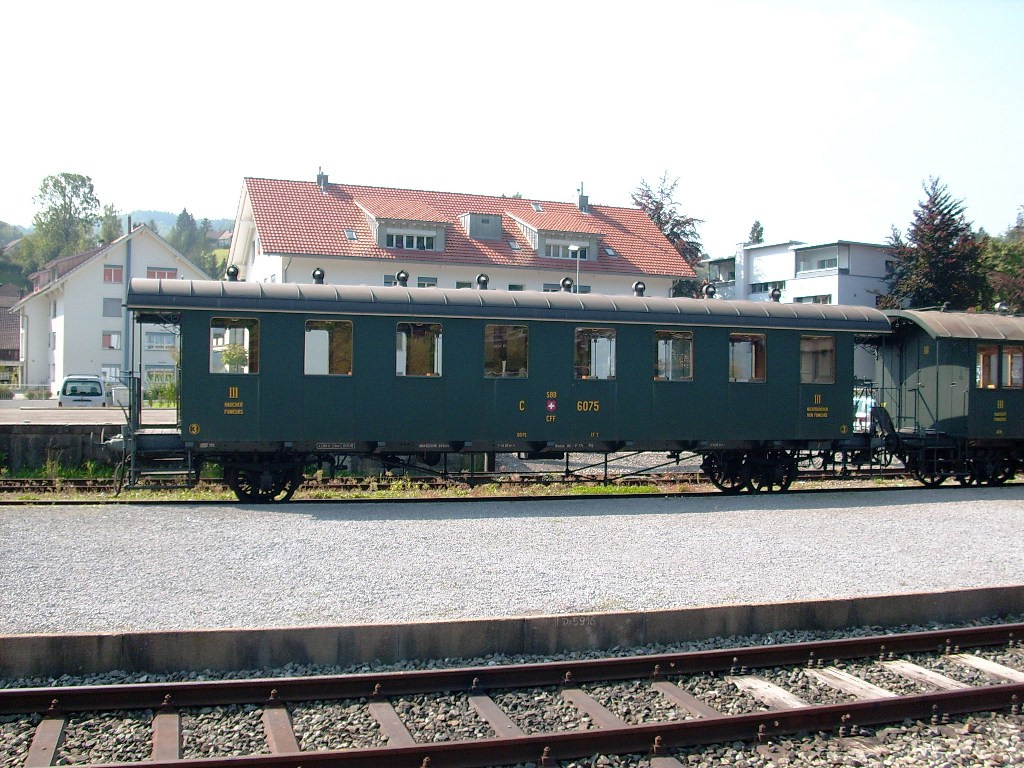
Zweiachsiger Personenwagen 3. Klasse der SBB, heute im Bestand des DVZO

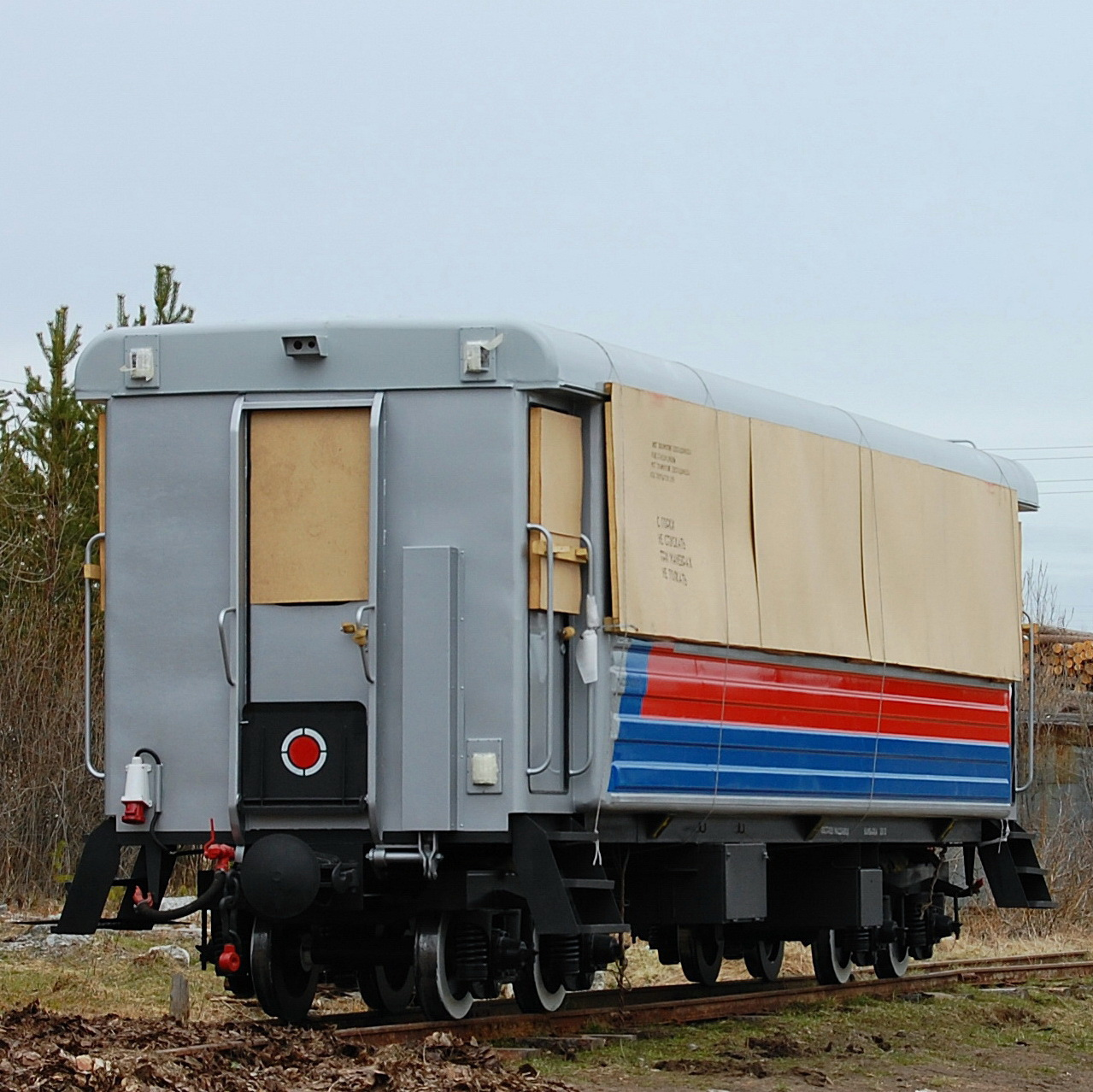
Vierachsiger Schmalspur-Personenwagen der Kambarka, 750 mm

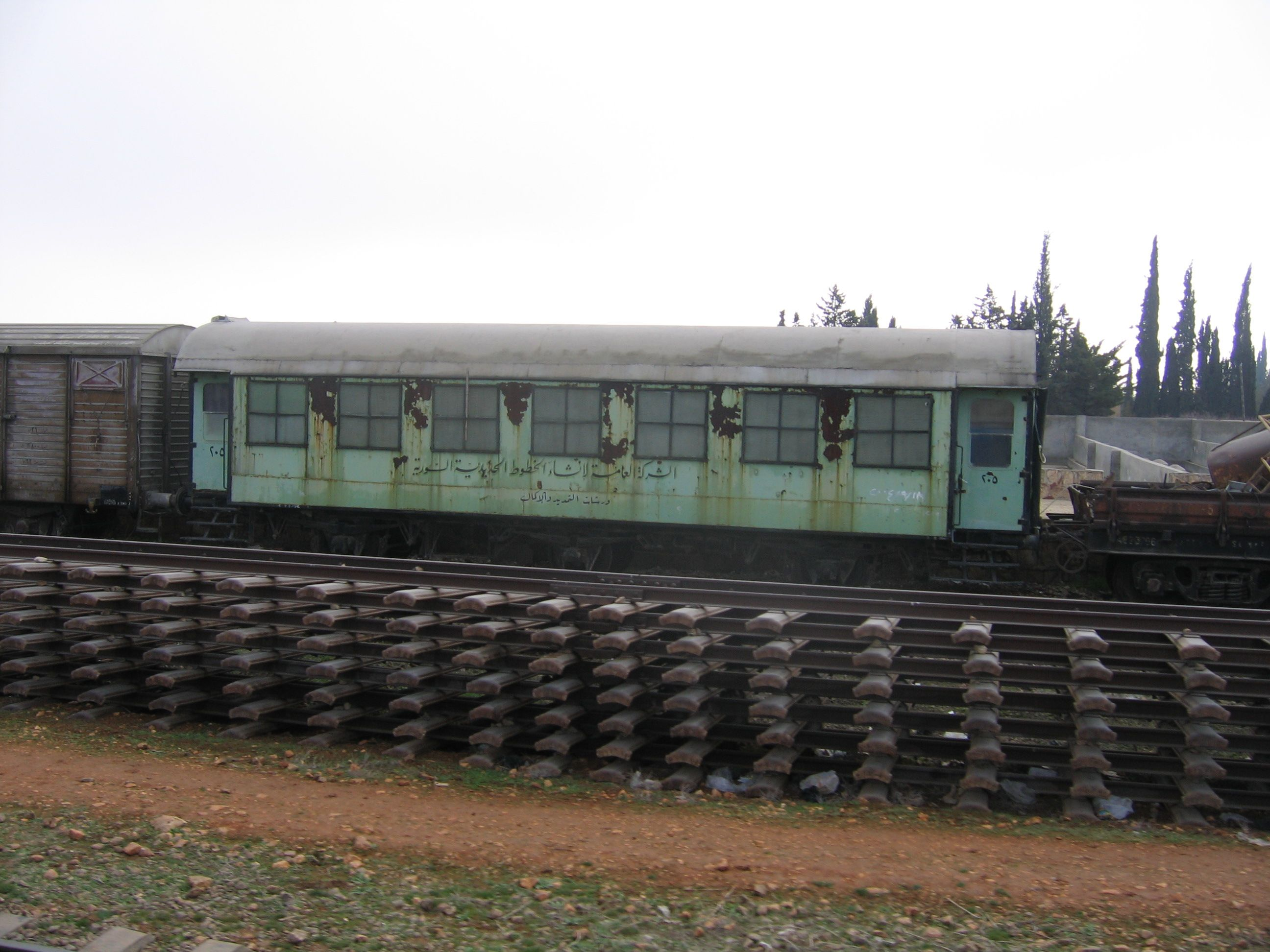
Ehemaliger DB-Umbauwagen auf der Basis eines preußischen Abteilwagens, erneut umgebaut zu einem Bauwohnwagen, bei der syrischen CFS

Reisezugwagen sind nicht angetriebene Eisenbahnfahrzeuge, die für den Einsatz in Reisezügen bestimmt sind. Die meisten Reisezugwagen sind Personenwagen, daher werden die beiden Begriffe oft gleichgesetzt. Neben den Personenwagen gehören aber auch Postwagen, Autoreisezugwagen, Heizwagen und Gepäckwagen zu den Reisezugwagen. Der Begriff unterscheidet nicht, ob ein Wagen für den Nah- oder Fernverkehr bestimmt ist.

## Einteilung
Von Reisezug- oder Personenwagen spricht man nur bei Eisenbahnen. Bei Straßenbahnen wird in Deutschland der Begriff Beiwagen verwendet, in der Schweiz Anhängewagen oder Anhänger. Auch nicht angetriebene Wagen von Triebwagenzügen der Eisenbahn werden als Beiwagen, Mittelwagen oder (bei Vorhandensein eines Steuerabteils) Steuerwagen bezeichnet. Gleichfalls war die Bezeichnung Beiwagen früher bei vielen Sekundär- und Lokalbahnen sowie Kleinbahnen üblich.
Eine weitere Systematik ist das UIC-Bauart-Bezeichnungssystem für Reisezugwagen.

### Personenwagen
Ein Personenwagen ist ein zur Beförderung von Personen im Reiseverkehr vorgesehener Eisenbahnwagen. In der Regel handelt es sich daher um dem allgemeinen Publikumsverkehr dienende Schienenfahrzeuge. Ausnahmsweise finden Reisezugwagen auch im nicht allgemeinen Bahndienst Verwendung, so zum Beispiel regierungseigene oder private Salonwagen.
Hinsichtlich der Inneneinrichtung und damit ihrer Funktion gibt es verschiedene Typen von Reisezugwagen:
- Abteilwagen besitzen Abteile mit Sitz-, Liege- oder Schlafplätzen.
- Großraumwagen weisen im Gegensatz dazu einen sich über den ganzen Wagen erstreckenden oder wenige einzelne Fahrgasträume für eine größere Anzahl Reisender auf. In Europa gibt es sie in der Regel nur als Sitzwagen, im Bereich der Eisenbahnen der ehemaligen Gemeinschaft Unabhängiger Staaten, in China und anderen Ländern auch als Liegewagen.

Darüber hinaus gibt es:
- Aussichtswagen
- Barwagen
- Gesellschaftswagen
- Salonwagen
- Schlafwagen
- Speisewagen
- Liegewagen

Die Wagen werden durch Kennbuchstaben nach dem Standard des internationalen Verbandes der Eisenbahnen bezeichnet; deren Zusammensetzung wird näher in UIC-Wagennummer beschrieben.
Die Ausstattung der Wagen richtet sich im Detail im Allgemeinen nach der Wagenklasse. Je höher die Klasse, umso mehr Platz und Komfort wird dem einzelnen Fahrgast geboten, und umso teurer wird die Fahrkarte. Neuer Komfort wird in der Regel zuerst in der höchsten Klasse eingeführt und setzt sich dann später auch in der oder den niedrigeren Klasse(n) durch. Das gilt zum Beispiel für Beleuchtung, Heizung, Toiletten, Klimaanlage und auch die Zahl der Sitzplätze in einem Abteil oder deren Anordnung. Hinzu treten Wagen oder Wagenbereiche mit Sonderfunktionen, um Gepäck oder Fahrräder zu transportieren.
Beispiele bekannter Reisezugwagen:
- Corail-Wagen der Société nationale des chemins de fer français (SNCF)
- Einheitswagen der Schweizerischen Bundesbahnen (SBB)
- Eurofima-Wagen verschiedener europäischer Eisenbahngesellschaften
- Leichtstahlwagen der Schweizerischen Bundesbahnen (SBB)
- Panoramawagen einiger Schweizer Schmalspurbahnen
- Metropolitanwagen der Deutschen Bundesbahn (DB)
- Modernisierungswagen der Deutschen Reichsbahn (DR)
- n-Wagen („Silberlinge“) der Deutschen Bundesbahn (DB)
- Reko-Wagen der Deutschen Reichsbahn
- Schlierenwagen der Österreichischen Bundesbahnen (ÖBB)
- TEE-Wagen der Deutschen Bundesbahn (DB)
- UIC-X-Wagen („m-Wagen“) der Deutschen Bundesbahn (DB) und der Ferrovie dello Stato Italiane (FS)
- UIC-Y-Wagen der Deutschen Reichsbahn
- UIC-Z-Wagen der Deutschen Reichsbahn
- x-Wagen (S-Bahn) der Deutschen Bundesbahn (DB)

### Sonstige Reisezugwagen

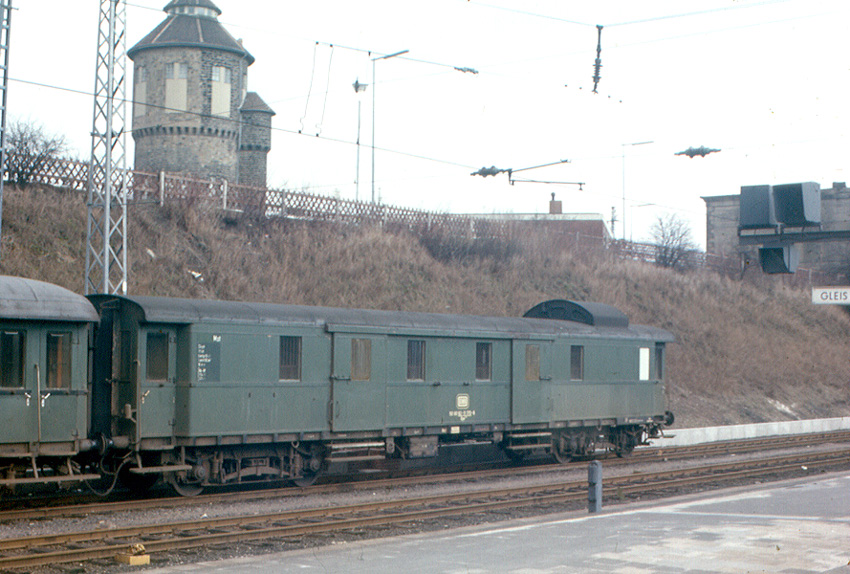
Gepäckwagen

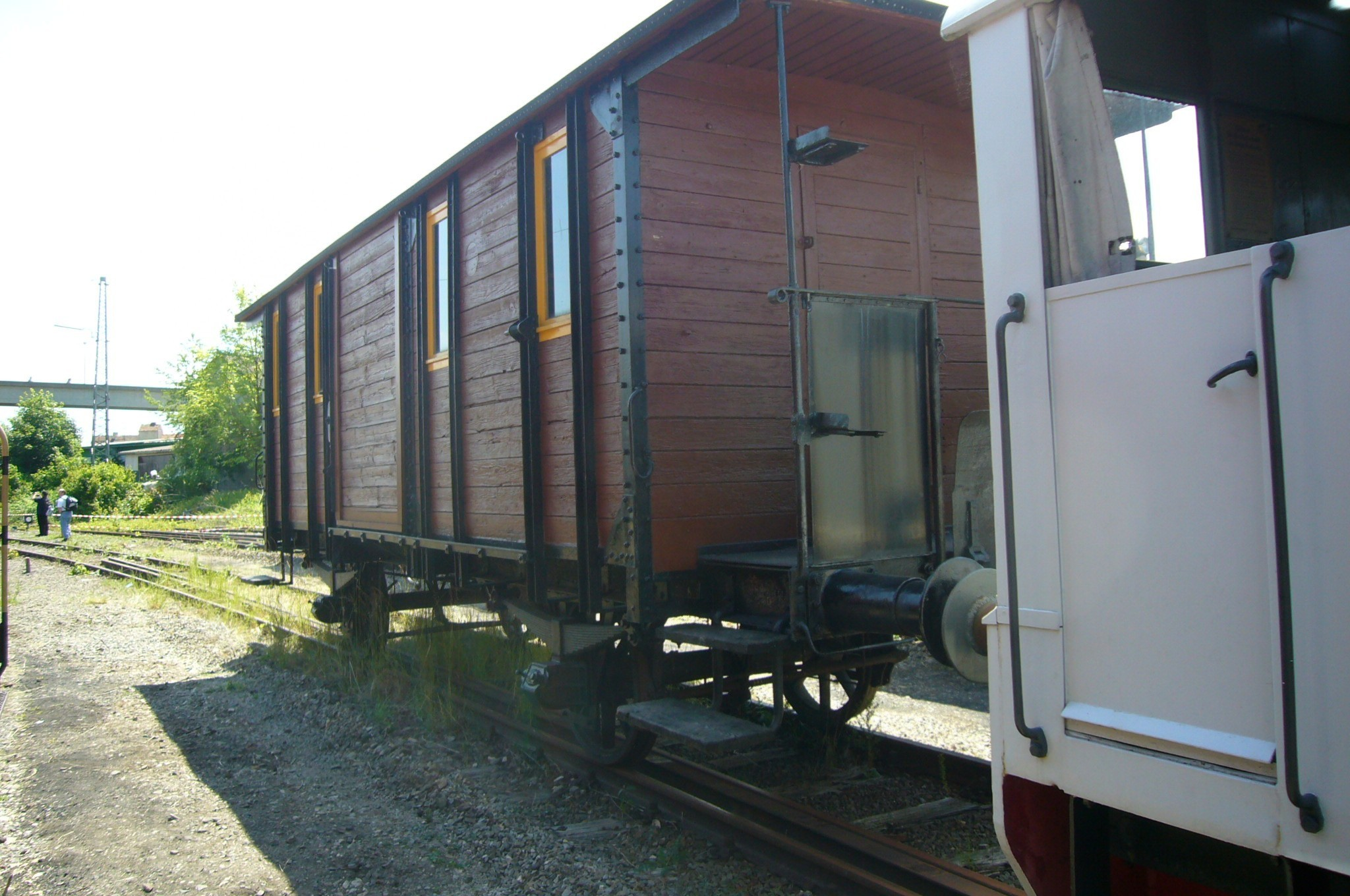
Fakultativwagen

Sonstige Reisezugwagen dienen nicht dem allgemeinen Reiseverkehr, sondern entweder bahn-internen Betriebszwecken oder werden gleichwohl in Reisezügen mitgeführt:
- Reisezuggepäckwagen
- Postwagen
- Autoreisezugwagen
- Heizwagen
- Fakultativwagen (können sowohl als Reisezug- oder als Güterwagen verwendet werden, waren bis nach dem Zweiten Weltkrieg bei Klein- und Sekundärbahnen verbreitet)
- Bauwohnwagen dienen der Unterkunft von am Bau Beschäftigten. In der Regel handelt es sich um ehemalige Reisezugwagen, die wegen hohen Alters und mangelnden Komforts aus dem Reisezugdienst ausgesondert und für den Zweck als Wohnwagen umgebaut wurden.
- Dienstwagen, die nach den RIC-Vorschriften gebaut sind (meist Messwagen).

Bei den Eisenbahnverkehrsunternehmen (EVU) in Deutschland waren 1999 15.300 Personenwagen vorhanden.

## Geschichtliche Entwicklung

Zeitgenössische Darstellung des Experiment, des ersten Eisenbahn-Personenwagens der Geschichte der Stockton and Darlington Railway von 1825

### Wagenkasten und Untergestell

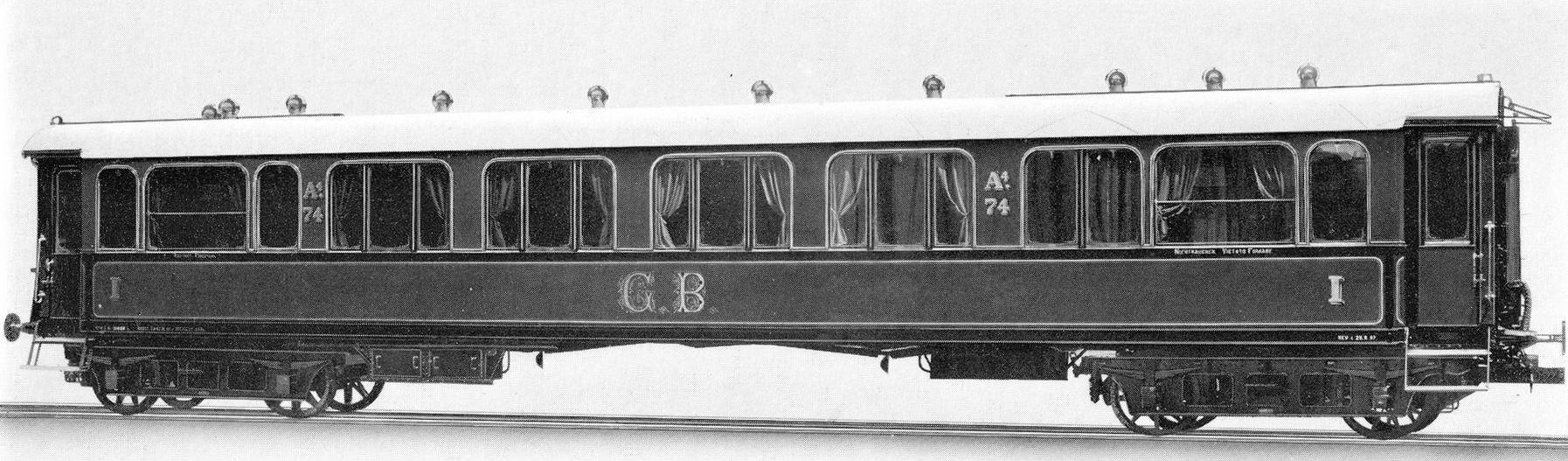
Schnellzugwagen Reihe 71–80 für die Gotthardbahn-Gesellschaft (GB) – „Halbmetall“-Bauart als Übergang zum Ganzstahlwagen

Die Untergestelle waren am Anfang Holzbalken, teils mit eisernen Verstärkungen, dem sogenannten Sprengwerk. Die Aufbauten bestanden aus einem hölzernen Gerippe, das mit Brettern und äußerlich zusätzlich mit Blechen verschalt wurde. Die ersten Wagen zur Personenbeförderung waren zwischen sechs und acht Metern lang; die Wagengrößen stiegen aber rasch an. Die württembergische Durchgangswagen von 1845 waren bereits 14,2 Meter lang.
Stetig steigende Reisegeschwindigkeiten zeigten aber bald die Grenzen der weitgehend aus dem traditionellen Kutschwagenbau übernommenen Konstruktionsprinzipien auf. Trotz eiserner Verstärkungen waren die hölzernen Rahmen den Zug- und Stoßbelastungen im Eisenbahnbetrieb bei höheren Geschwindigkeiten nicht dauerhaft gewachsen. Die Verbindungen lockerten und die Rahmen verzogen sich. Ab 1859 wurde dazu übergegangen, die Rahmen vollständig aus geschraubten oder genieteten Stahlprofilen zu fertigen. Die Aufbauten, insbesondere das tragende Gerippe, bestanden aber weiterhin überwiegend aus Holz. Bei Unfällen zeigte sich insbesondere bei den mit zahlreichen Durchbrüchen (Türen) versehenen preußischen und sächsischen Abteilwagen die Schwächen auch dieser Bauart. Die wenig belastbare Aufbaukonstruktion hielt beispielsweise den bei einem Umsturz auftretenden Kräften nicht stand, sondern zerbarst in ihre Einzelteile, ohne den Passagieren einen irgendwie gearteten Schutz zu bieten.
Die ersten Schritte in der Entwicklung von Ganzstahl-Reisezugwagen waren die «Halbmetall»-Wagen (französisch: «voitures semi-métalliques»). Dabei wird die Seitenwandverblechung unterhalb der Fensterbrüstung zusätzlich zum stählernen Untergestell ohne Sprengwerk als Element der tragenden Struktur des hölzernen Wagenkastens herangezogen. Bereits 1889/1890 setzte die PO (Paris ‒ Orleans) fünf Wagen dieser Bauart in Betrieb. Von Ingenieur Emile Polonceau Ende des 19. Jahrhunderts verbessert, waren alle zwischen 1907 und 1924 von der PO beschafften vierachsigen Durchgangswagen von dieser Bauart. Van der Zypen & Charlier wandten diese Technik bei den 1896 an die Gotthardbahn (GB) gelieferten Wagen der Reihe 71–80 an, gefolgt von den Wagen für die Nederlandse Spoorwegen (NS). Diese Wagen hatten zusätzlich zum stählernen Untergestell ohne Sprengwerk Seitenwände, die bis unterhalb der Fensterbrüstungen als tragende Struktur ausgeführt waren.
In Deutschland wurden die ersten Ganzstahlwagen 1912 von Van der Zypen & Charlier an die Preußische Staatseisenbahnen geliefert. Diese Bahn verwendete für die Abteilwagen schon länger Stahluntergestelle, aber für die langen vier- und sechsachsigen Schnellzugwagen 1. und 2. Klasse die klassische Bauweise mit Rahmen und Kasten vollständig in Holz, wie sie damals auch in Nordamerika üblich war. Der Übergang zur Stahlbauweise drängte sich in Deutschland auch auf, weil geeignetes Holz für die Längsträger in Deutschland nicht mehr erhältlich war und vom Ausland importiert werden musste. In Amerika löste der Metrounfall im Bahnhof Couronnes von 1903 einen Gesinnungswechsel aus, sodass 1913 praktisch nur noch Stahlwagen beschafft wurden. Die ersten Ganzstahlwagen der CIWL waren die WL Typ «S» («S» = steel), die von Leeds geliefert wurden (WL 2641 ‒ 2674). Der erste Ganzstahlwagen französischer Bahnen war der A3B5 der Bahngesellschaft Midi, ein OCEM-Prototyp der genieteten Bauart von 1924.

### Fahrwerk

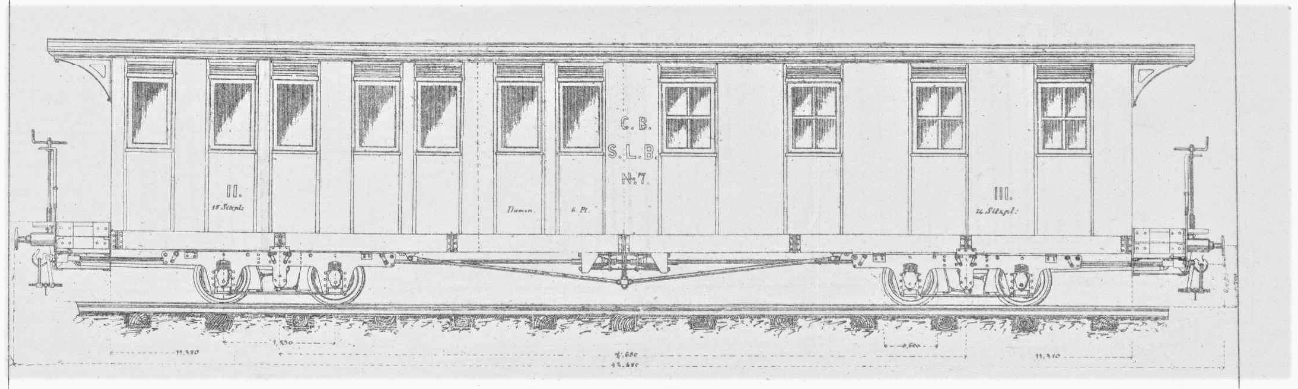
Personenwagen der Appenzeller Bahn von 1886

Reisezugwagen wurden in der Frühzeit der Eisenbahn mit zwei oder drei blattgefederten Radsätzen gefertigt. Als die Fahrzeuge länger wurden, kamen für die Kurvengängigkeit Drehgestelle zum Einsatz. In Amerika war die Baltimore and Ohio Railroad (B&O) der Vorreiter bezüglich achträderiger Reisezugwagen, in Deutschland kam die Konstruktion erstmals bei der Königlich Württembergische Staats-Eisenbahnen (K.W.St.E.) ab 1845 zum Einsatz, in der Schweiz ab 1886 bei der Appenzeller Bahn. Heute werden Reisezugwagen in der Regel vierachsig mit Drehgestellen gebaut.

### Fahrgastraum

#### Abteilwagen

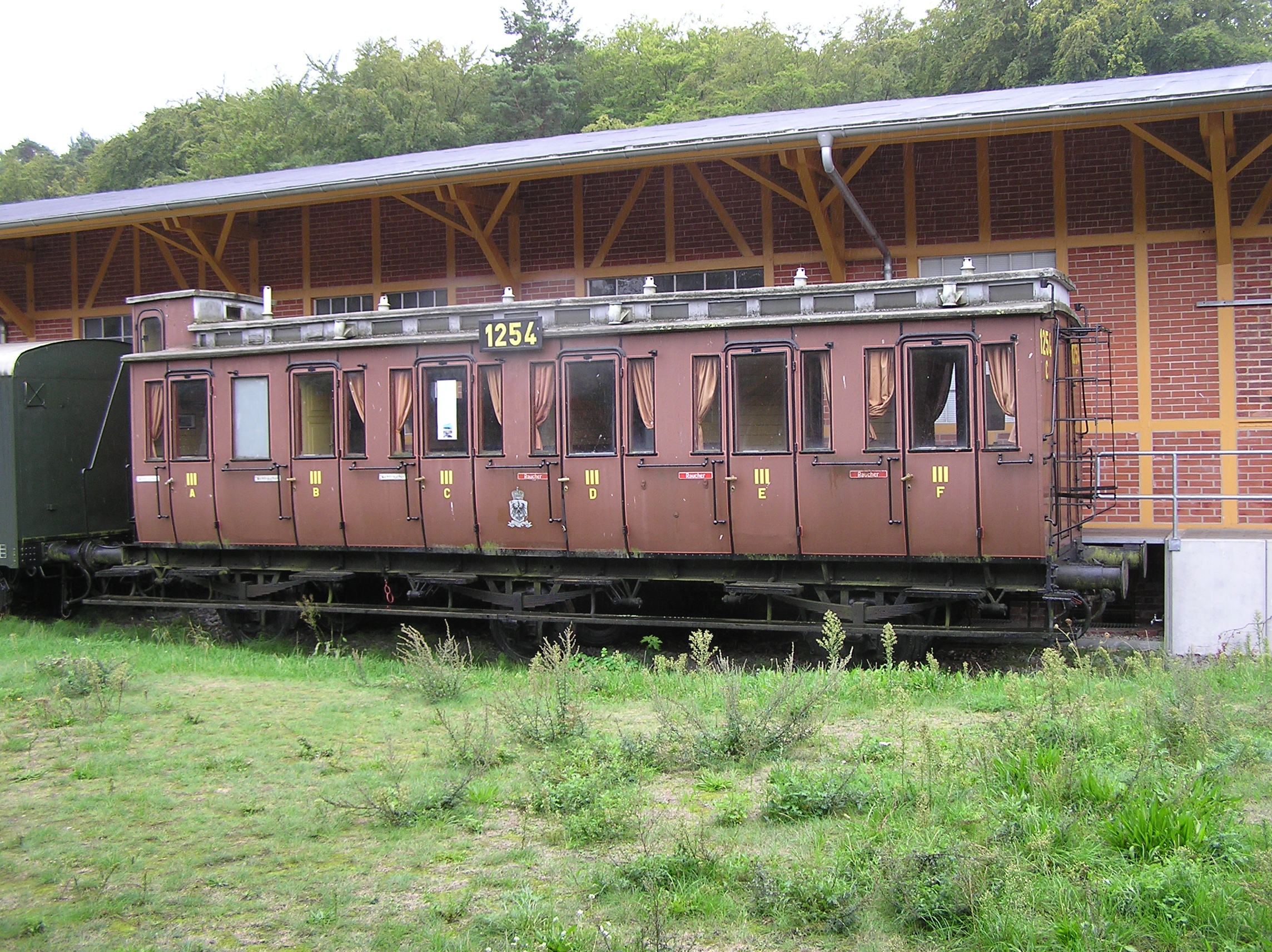
Preußischer Abteilwagen, Baujahr 1902

Sie ähnelten in Europa in Aufbau und Aussehen stark zeitgenössischen Kutschen; je nach Wagengröße hatten mehrere nicht miteinander verbundene Abteile Zugang nur über Außentüren.(Abteilwagen des sogenannten englischen Systems). Anders als Lokomotiven wurden sie zumeist von Kutschbaubetrieben gefertigt.

#### Großraumwagen
Im Unterschied zum europäischen Personenwagen der Anfangszeit mit einer Reihe abgeschlossener und durch äußere Türen zugängliche Einzelabteile verwendete man nicht zuletzt mit Rücksicht auf die großen Reiseentfernungen in Nordamerika von Anfang an den damals so genannten Interkommunikationswagen. Wie heutige Großraumwagen konnte der historische amerikanische Wagen über Plattformen an den Wagenenden betreten werden, auch war über die Plattformen ein Übergang zwischen den Wagen während der Fahrt möglich. Die Sitzbänke waren beiderseits eines Mittelganges angeordnet, so dass die Passagiere während der Fahrt aufstehen und sich bewegen konnten. Als nachteilig wurde an dieser Wagenbauart von den Zeitgenossen, etwa Mark Twain oder Edmund Heusinger von Waldegg die durch den Mittelgang und die größere Personenzahl im selben Raum entstehende Unruhe bezeichnet.

#### Abteilwagen mit Seitengang
Eine Kombination der Vorzüge beider Wagensysteme, also die größere Ruhe im Wagen durch geschlossene Abteile und die Möglichkeit im Wagen hin und her zu gehen bzw. die Wagen zu wechseln, gelang Heusinger von Waldegg mit seinem 1870 im Organ für die Fortschritte des Eisenbahnwesens vorgestellten „neuen Coupéwagensystem mit Intercommunication“. Bei diesem waren die Abteile wie in den modernen Durchgangswagen mit Abteilen auf einer Wagenseite durch einen seitlichen Gang miteinander verbunden, Übergänge in den Mitten der Wagenenden erlaubten zugleich einen Wechsel des Wagens während der Fahrt, etwa um einen Speisewagen zu erreichen.

#### Doppelstockwagen
Um bei begrenzter Zuglänge die Kapazität an Sitzplätzen zu erhöhen, sind Doppelstockwagen entwickelt worden. Bereits bei den Postkutschen waren auf dem Dach neben Kutschbock manchmal zusätzliche Sitze für Reisende angebracht, es gab aber noch kein Dach über diesen zusätzlichen Sitzen. In Deutschland wurden die ersten Doppelstockwagen bei der Altona-Kieler Eisenbahn-Gesellschaft im Jahre 1868 eingeführt, in Österreich 1873 bei der Staats-Eisenbahn-Gesellschaft (StEG) und in der Schweiz 1872 bei der Bödelibahn.

### Bremsen
Die Bremsen waren mit Pappel- oder Lindenholz belegte, auf die Radlauffläche wirkende Klotzbremsen, die von Hand über Spindeln aus dem Wagen oder vom Wagendach aus betätigt wurden, aber nicht alle Wagen waren damit ausgerüstet. Heizungen, Toiletten oder Beleuchtung gab es zunächst nicht.
Hinsichtlich des Bremsens der Wagen blieb es noch längere Zeit bei den von einem mitfahrenden Bremser auf ein Pfeifsignal des Lokführers von Hand zu betätigenden Spindelbremsen, auch wenn sich allmählich die Verwendung stählerner oder gusseiserner Bremsbacken anstatt der Holzklötze durchsetzte. Um nicht für jeden Wagen einen Bremser einsetzen zu müssen, wurden auch bei Personenzügen nur einzelne Wagen gebremst. Noch 1885 war es abhängig vom Gefälle zulässig, dass nur jeder zweite bis achte Radsatz eines Personenzuges gebremst wurde.

### Heizung

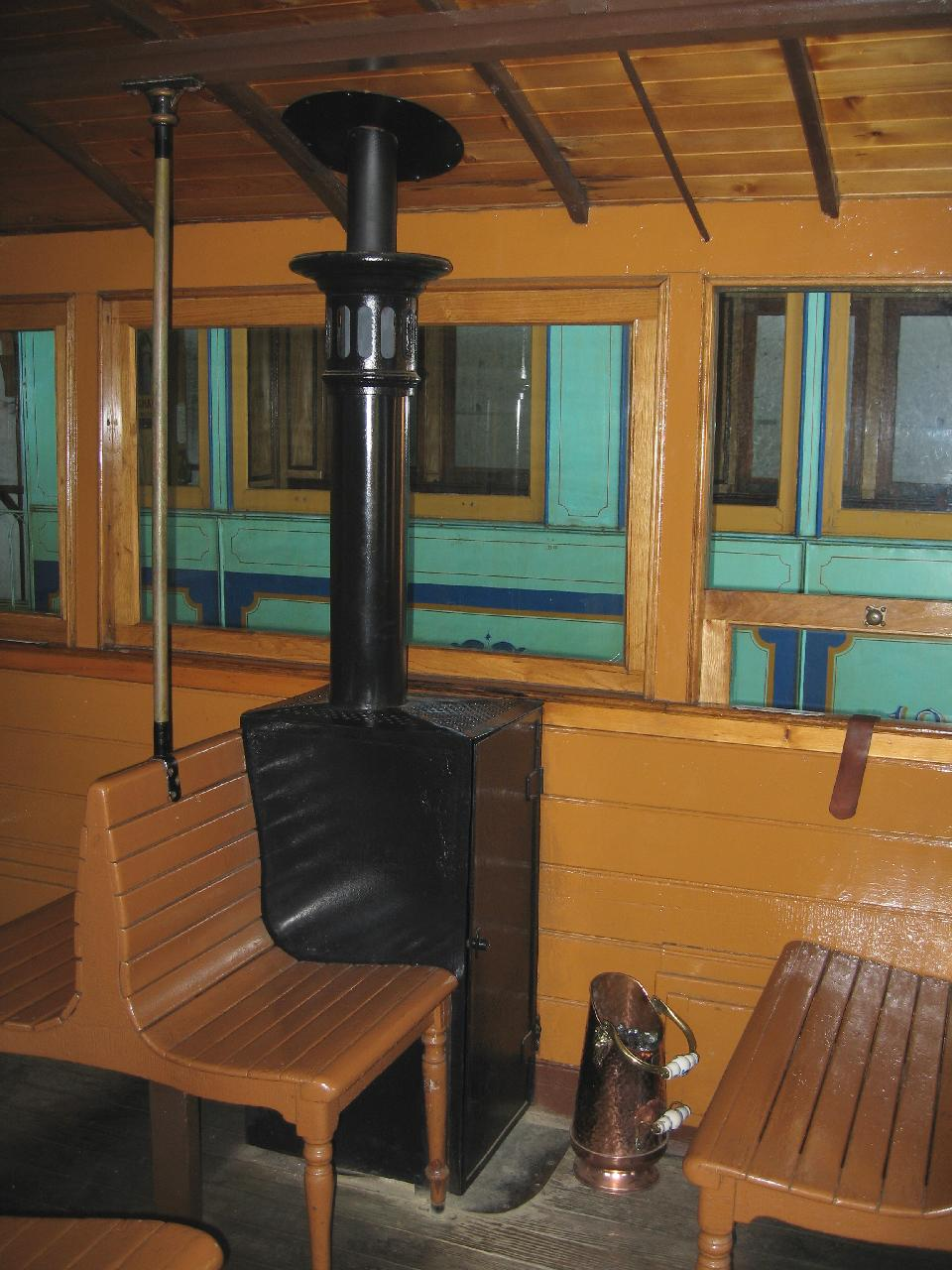
Verkleideter Kanonenofen als Heizung im Personenwagen C^{4} 171 der Süddeutschen Eisenbahn-Gesellschaft, hier 2011 bei der Museumsbahn Blonay–Chamby

Der amerikanische Wagentyp erlaubte es aber, im Wagen einen Ofen aufzustellen und ihn so zu beheizen, wenn auch ungleichmäßig und wegen des offenen Feuers nicht ungefährlich. In den Abteilwagen hingegen standen nur vergleichsweise unzureichend wärmeflaschenähnliche Blechbehälter mit Heißwasser zur Verfügung oder es gab Körbe mit glühenden Kohlen, die von außen in Fächern unter die Sitze gestellt wurden. Erst ab etwa 1870 wurden Dampfheizungen mit von der Lokomotive erzeugtem Dampf verwendet. Das System war aber immer noch nicht befriedigend: Die Wagenwärter mussten vor Abfahrt des Zuges im letzten Abteil die Temperatur messen und dem Zugführer mitteilen, der sie im Fahrtbericht notierte und die Heizleistung reichte Ende des 19. Jahrhunderts noch nicht aus, um die Wagen so zu erwärmen, dass das Wasser in Behältern und Leitungen nicht einfror. Es musste bei Frost abgelassen werden, für die Reisenden wurden dann Wasserkannen bereitgestellt. Wegen der besseren Heizung in damals modernen Durchgangswagen in Durchgangszügen musste das Wasser dort erst bei −5 °C abgelassen werden.

### Außentüren
Bei den Abteilwagen öffneten sich die Ein- und Ausstiegstüren nach außen. Vor der Abfahrt musste deshalb dafür gesorgt werden, dass alle Türen am Wagen geschlossen waren. Um versehentliches Öffnen der Türen zu verhindern, hatten die Türen in Großbritannien nur außen einen Türknauf, sodass vor dem Ausstieg zuerst das Fenster geöffnet werden musste, um den Türknauf drücken zu können.
Ende der 1920er-Jahre gingen bei den SBB die ersten Züge mit Türsteuerung in Betrieb. Dafür wurden die Fe 4/4 18517 und 18518 zusammen mit angepassten Personenwagen verwendet. Das System arbeitete mit einer elektrischen Steuerung und Druckluft. Die Türen konnten durch den Triebfahrzeugführer geschlossen werden, waren aber während der Fahrt nicht verriegelt. Ab den 1960er-Jahren wurden die Türblockierung während der Fahrt eingeführt. In den 1970er-Jahren wurde bei den Eurofima-Wagen erstmals im internationalen Verkehr Schwenkschiebetüren eingesetzt, die von den Reisenden per Knopfdruck geöffnet werden konnten.

### Toiletten
Ab 1860 wurden nach und nach Toiletten in Reisezugwagen eingebaut. Hintergrund war unter anderem, dass wegen der fehlenden Durchgangsmöglichkeit in den Abteilwagen die Toilette nur während des Stillstandes des Zuges im Bahnhof hätte erreicht werden können. Bis in die 1990er-Jahre waren die Toiletten als sogenannte offene Toiletten ausgeführt – ein Plumpsklo mit Wasserspülung, das Kot und Urin durch ein Loch im Wagenboden direkt auf den Bahnkörper entleerte.
Mit Einführung des Hochgeschwindigkeitsverkehrs gingen die meisten Bahnen zu geschlossenen Toiletten über, bei denen die Fäkalien in einem Tank gesammelt werden. Die offenen Toiletten eignen sich nicht für Geschwindigkeiten über 160 km/h, weil bei diesen Geschwindigkeiten Kot und Urin nicht mehr in den Gleiskörper gelangen, sondern im Untergestell des Fahrzeugs verteilt werden, wo sie Korrosionsschäden anrichten. Weiter besteht die Gefahr, dass bei ungünstigen Druckverhältnissen wie Zugbegegnungen in Tunneln der Inhalt in die Kloschüssel zurückgeschleudert werden kann. Bei den TGV-Zügen kommen aus dem Flugzeugbereich bekannte Rezirkulationstoiletten zum Einsatz, bei der Deutschen Bundesbahn Toiletten mit Frischwasser-Druckspülung und Unterdruckabsaugung. Die Fäkalien werden in einem Tank gesammelt, der alle zwei bis fünf Tage entleert werden muss.
Bei den SBB sind in großem Umfang Toiletten mit Bioreaktoren im Einsatz. Dieser Typ arbeitet ähnlich einer Kläranlage: die Feststoffe aus dem WC-Abwasser werden durch einen Filter zurückgehalten und von einer zugesetzten Mikroorganismenkultur abgebaut. In einer Hygienisierungseinheit wird das Wasser mit Wärme und UV-Strahlen behandelt, bevor es während der Fahrt ins Freie abgelassen wird. Dieser Vorgang ist unbedenklich, da das Wasser EU-Badewasserqualität erreicht. Die Mehrkosten für die wesentlich kompliziertere Anlage sind nach ungefähr fünf Jahren Betrieb amortisiert, da die Entleerung des Feststoffsammeltanks nur alle sechs Monate erfolgen muss.

### Beleuchtung
Die Beleuchtung der Wagen im Innern begann mit Öllampen. In der zweiten Hälfte des 19. Jahrhunderts wurde Gasbeleuchtung eingeführt. Das war besonders bei Unfällen wegen der Brand- und Explosionsgefahr ein hohes Risiko. Bei beiden Beleuchtungsarten waren der Betrieb (Anzünden der Lampen und das Löschen) sowie die Pflege der Brenner relativ aufwändig. All dies vereinfachte sich mit der elektrischen Zugbeleuchtung, die ab Ende des 19. Jahrhunderts eingeführt wurde. Die Umrüstung der Wagenflotte zog sich über Jahrzehnte hin. Bei der elektrischen Beleuchtung beschränkte sich die Bedienung nun überwiegend auf ein Ein- und Ausschalten – aber auch das wurde anfangs seitens des Personals anfangs noch eher im von der Gasbeleuchtung gewohnten Rhythmus ausgeführt. So mahnte die Reichsbahndirektion Mainz noch 1934, die Beleuchtung auch bei Tunneldurchfahrten einzuschalten.